# Solo Nunatak
Solo Nunatak är en nunatak i Antarktis. Den ligger i Östantarktis. Nya Zeeland gör anspråk på området. Toppen på Solo Nunatak är 2 219 meter över havet, eller 128 meter över den omgivande terrängen. Bredden vid basen är 2,2 km.
Terrängen runt Solo Nunatak är huvudsakligen platt, men åt sydost är den kuperad. Trakten är obefolkad. Det finns inga samhällen i närheten.